# Vantačići
Vantačići är en ort i Kroatien.   Den ligger i länet Gorski kotar, i den centrala delen av landet, 140 km sydväst om huvudstaden Zagreb. Vantačići ligger 7 meter över havet och antalet invånare är 192.
Terrängen runt Vantačići är platt åt nordost, men söderut är den kuperad. Havet är nära Vantačići åt nordväst. Runt Vantačići är det glesbefolkat, med 12 invånare per kvadratkilometer. Närmaste större samhälle är Crikvenica, 16,4 km öster om Vantačići. Omgivningarna runt Vantačići är en mosaik av jordbruksmark och naturlig växtlighet.